# SCB E 3/3 (1. Serie)
Die Schweizerische Centralbahn (SCB) beschaffte zwischen 1873 und 1874 insgesamt 10 Rangierdampftenderlokomotiven der Baureihe E 3/3. Anfänglich wurden sie von der Bahnverwaltung als Baureihe F 3 bezeichnet, und durch die Schweizerische Lokomotiv- und Maschinenfabrik (SLM) in Winterthur geliefert. Der Kaufpreis wird mit 42'000 Schweizer Franken angegeben.

## Technisches
Die Rangierlokomotiven waren die ersten der Achsfolge 3/3 der SLM und können daher als Urahn der E 3/3 bezeichnet werden, welche von der SLM geliefert wurden.
Die auf einem Innenrahmen aufgebaute Lokomotive hatte einen Achsstand von 2600 mm. Der Kessel war relativ klein, und seine Mitte lag 1820 mm über der Schienenoberkante. Der Kessel trug einen Dampfdom, in dem sich der mit normalen Hebeln bediente Schieberregulator befand. Die Bedienung erfolgte von an der Kesselrückwand, im Führerhaus, angebrachten Hebeln. Das Führerhaus war zuerst hinten und seitlich offen, später wurde aber eine Rückwand eingesetzt. Die Feuerbüchse konnte über den Achsen angeordnet werden. Sie war nach Belpair'scher Bauart und hatte einen überhöht flachen Deckel. Auf ihr befand sich auch das Ramsbottom-Sicherheitsventil. Der Wasserkasten war dreiteilig in den Innenrahmen eingebaut und lag teilweise unter dem Führerhaus. Beidseitig des Führerhauses, neben Feuerbüchse und Kessel, waren die Kohlekästen angebaut. Das Triebwerk wirkte auf die hinterste Achse, welche als Triebachse mit den anderen beiden Achsen mittels Kuppelstangen verbunden war. Die Steuerung war eine der Allanbauart mit Kurbelexzentern, welche die Schieberstangen über Umkehr-Doppelhebel bediente. Die Kolbenstangen waren nach vorne durchgeführt und durch eine Hülse geschützt. Alle Tragfedern standen über dem Rahmen. Die Ausgleichshebel waren zwischen der 2. und 3. Achse längs, und zwischen der hinteren Stütze der Vorderachse quer angeordnet. Es war eine vierklötzige Spindelhandbremse eingebaut, die einseitig auf die mittlere und hintere Achse wirkte. Es befand sich auch ein Sanddom auf dem Kessel, dessen Fallrohre beidseitig die mittlere Achse besanden konnten. Nach 1893 wurden bei den Lokomotiven eine Dampfheizung eingebaut.

### Maschinen des Dreispitzareal
An den an die Lagerhäuser Dreispitz verkauften Lokomotiven (8581+8586) wurden um 1924/26 folgende Veränderungen vorgenommen: Es wurde der Dampfdom erhöht. Darauf befand sich neu das Sicherheitsventil. Ebenfalls wurde der Kamin gekürzt. Es wurde auch eine Schmierpumpe und zentrale Schmierapparate eingebaut. Die Bremsspindel wurde auf die rechte Seite verlegt, um die Maschinen einmännig bedienen zu können.

### Nummerntabelle
| SCB | SBB ab 1902 | Fabrik Nummer | Baujahr | Hersteller | 2. Kessel | Ausrangiert | Bemerkungen |
| --- | ----------- | ------------- | ------- | ---------- | --------- | ----------- | ----------- |
| 81  | 8583        | 5             | 1873    | SLM        | 1900      | 1916        |             |
| 82  | 8581        | 6             | 1873    | SLM        | 1896      | 1906        | Verkauf     |
| 83  | 8584        | 7             | 1873    | SLM        | 1898      | 1916        |             |
| 84  | -           | 8             | 1873    | SLM        | -         | 1886        |             |
| 85  | 8582        | 9             | 1873    | SLM        | 1896      | 1910        |             |
| 86  | 8585        | 10            | 1873    | SLM        | 1898      | 1916        |             |
| 87  | 8586        | 11            | 1873    | SLM        | 1905      | 1917        | Verkauf     |
| 88  | 8587        | 12            | 1873    | SLM        | 1903      | 1916        |             |
| 89  | 8588        | 13            | 1874    | SLM        | 1898      | 1916        |             |
| 90  | 8589        | 14            | 1874    | SLM        | 1900      | 1916        |             |

## Betriebliches
Bei den SBB waren die Lokomotiven dem Kreis II und damit auch ihrer alten Werkstätte Olten zugeteilt.